# 829
سنة 829 م كانت سنة بسيطة تبدأ يوم الجمعة (الرابط يظهر نموذج التقويم الكامل للسنة) من التقويم اليولياني. بدأت تسمية السنة ب829 منذ العصور الوسطى المبكرة، عندما أصبح تقويم أنو دوميني هو الأسلوب السائد في أوروبا لتسمية السنوات.

## مواليد
- أحمد بن شعيب النسائي
- يحيى العبيدلي عالم مسلم حجازي
- يحيى بن محمد سلطان المغرب الخامس من الأدارسة

## وفيات
- جوستنيانو بارتيتشبازيو
- ميخائيل الثاني